# Lengua de señas

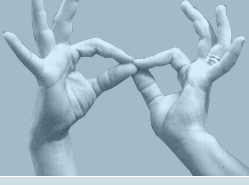
Las lenguas de señas o lenguas de signos son lenguas naturales de producción gestual y percepción visual que tienen estructuras gramaticales perfectamente definidas y distintas de las lenguas orales con las que cohabitan.

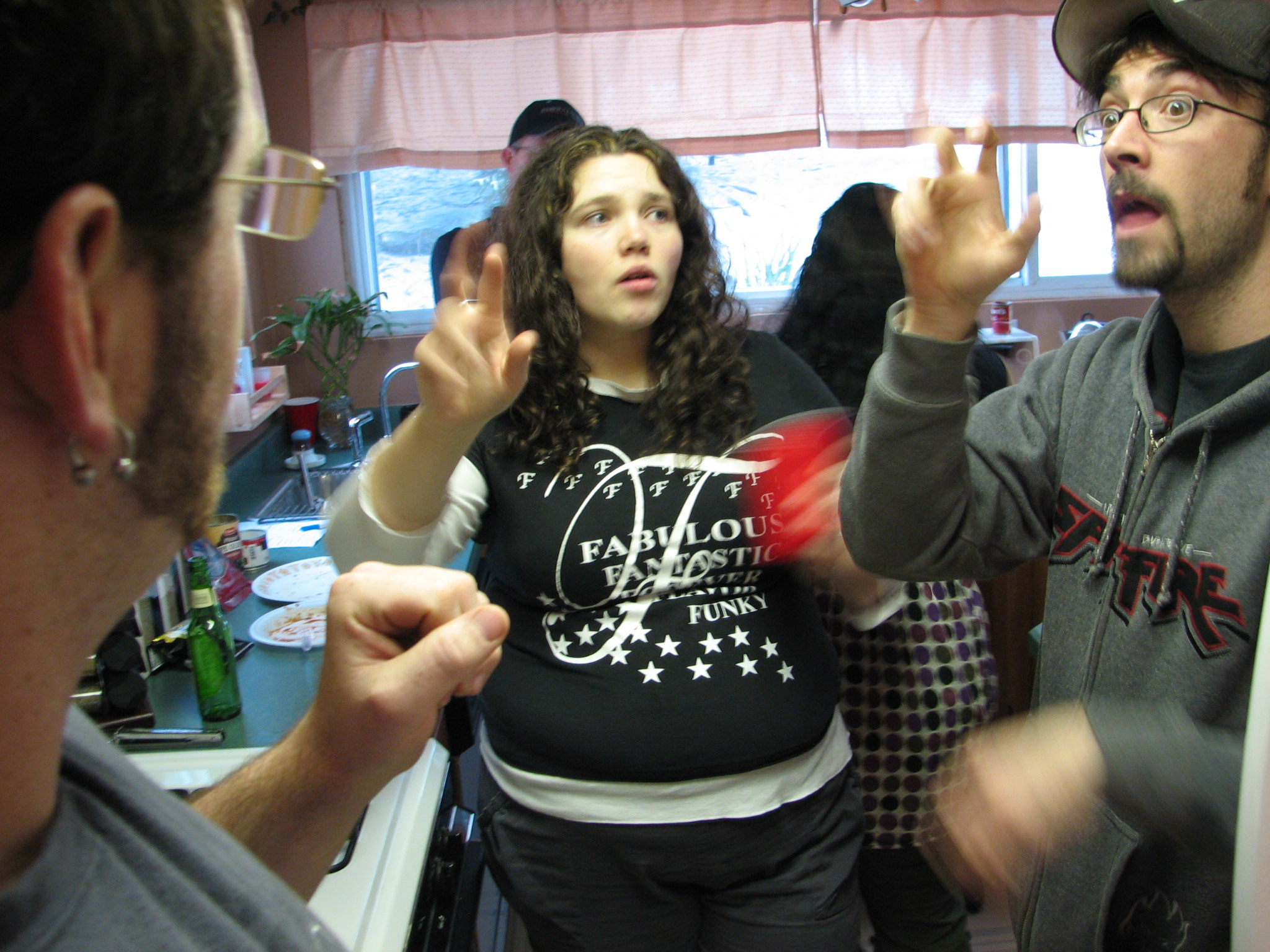
Personas comunicándose en la lengua de señas estadounidense (2008)

Una lengua de señas o lengua de signos es una lengua natural de expresión y configuración gesto-espacial y percepción visual (o incluso táctil por ciertas personas con sordoceguera), gracias a la cual, las personas sordas pueden establecer un canal de comunicación con su entorno social, sea este conformado por otras personas sordas o por cualquier persona que conozca la lengua de señas empleada. Mientras que la lengua oral se basa en la comunicación a través de un canal vocal-auditivo, la lengua de señas lo hace por un canal gesto-viso-espacial.
El 23 de septiembre es Día Internacional de las Lenguas de Señas a nivel mundial.
Muchos estudios de neuroimagen, así como un metanálisis reciente, indican que los lenguajes de señas se procesan en las mismas áreas del cerebro que se usan para el lenguaje hablado en las personas oyentes.

## Origen de las lenguas de señas

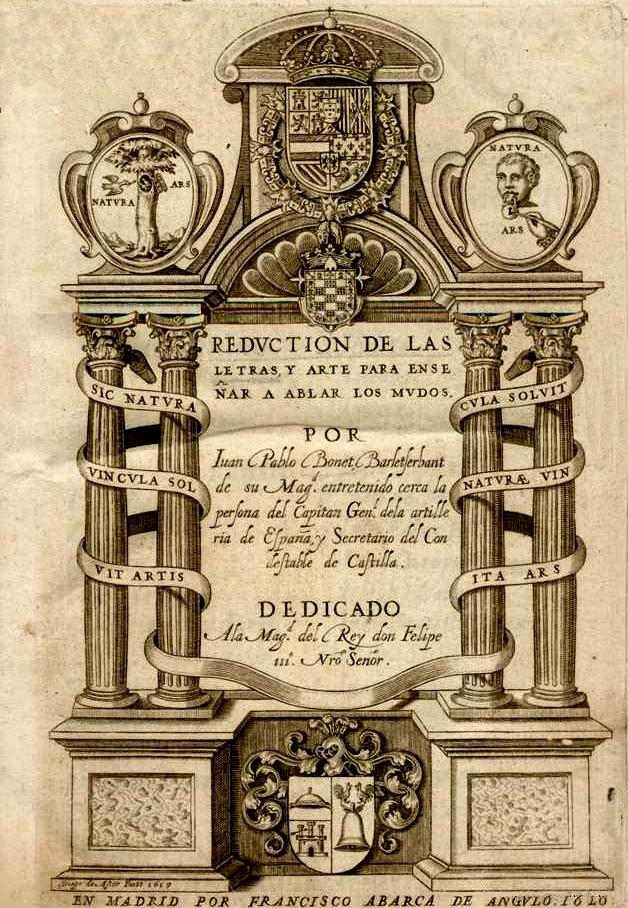
Reducción de las letras y arte para enseñar a hablar a los mudos (1620), de Juan Pablo Bonet.

Aun cuando hoy en día las lenguas de señas se utilizan casi exclusivamente entre personas sordas, el uso de las señas en la comunicación es tan antiguo como el de las lenguas orales, o incluso tan antiguo como la historia de la Humanidad. Las lenguas de señas han sido y siguen siendo empleadas por comunidades de oyentes. De hecho, los amerindios de la región de las Grandes Llanuras de América del Norte usaban una lengua de señas para hacerse entender entre etnias que hablaban lenguas muy diferentes con fonologías extremadamente diversas. El sistema estuvo en uso hasta mucho después de la conquista europea.
En otra ocasión, una tribu única en la que gran parte de sus integrantes eran sordos debido a la herencia y desarrollo de un gen dominante, y se comunicaban con una lengua gestual. Un caso similar, se desarrolló en la isla de Martha's Vineyard, al sur del estado de Massachusetts, donde, debido al gran número de sordos, se empleó una lengua de señas que llegó a ser de uso general, también entre oyentes hasta principios del siglo XX. Pese a esto, no existen referencias documentales sobre estas lenguas antes del siglo XVII. Los datos que se poseen tratan, sobre todo, de sistemas y métodos educativos para personas sordas.
En el siglo XVI Jerónimo Cardano, médico de Padua, en la Italia norteña, proclamó que las personas sordas podrían hacerse entender por combinaciones escritas de símbolos asociándolos con las cosas a que ellos se referían. En 1620 Juan de Pablo Bonet publicó su Reducción de las letras y Arte para enseñar á hablar los Mudos, considerado como el primer tratado moderno de Fonética y Logopedia. En dicha publicación se proponía un método de enseñanza oral para los sordos mediante el uso de señas alfabéticas configuradas unimanualmente, consiguiendo así divulgar, en toda Europa, y después, en todo el mundo, el alfabeto manual (útil para mejorar la comunicación de los sordos y mudos). En 1817, Gallaudet fundó la primera escuela norteamericana para personas sordas, en Hartford, Connecticut, y Clerc se convirtió en el primer maestro sordo de lengua de señas de los Estados Unidos. En poco tiempo, las escuelas para personas sordas empezaron a aparecer en varios estados. Entre ellos, la Escuela de Nueva York, que abrió sus puertas en 1818. En 1820, otra escuela se abrió en Pensilvania, y un total de veintidós escuelas se habían establecido a lo largo de los Estados Unidos por el año 1865. En esta obra aparece un abecedario ilustrado mediante grabados calcográficos de los signos de las manos que representan las letras del alfabeto latino. Del tratado sobre Reducción de las letras y Arte para enseñar á hablar los Mudos se hicieron traducciones a las principales lenguas. Sobre la base del alfabeto divulgado por Bonet, Charles-Michel de l'Épée publicó en el siglo XVIII su alfabeto, que básicamente es el que ha llegado hasta la actualidad, siendo conocido internacionalmente como alfabeto manual español.
Láminas del Abecedario demonstrativo
Ocho grabados calcográficos insertos entre las páginas 130 y 131 de la obra de Juan de Pablo Bonet, Reducción de las letras y arte para enseñar a hablar a los mudos, publicado en Madrid en 1620:

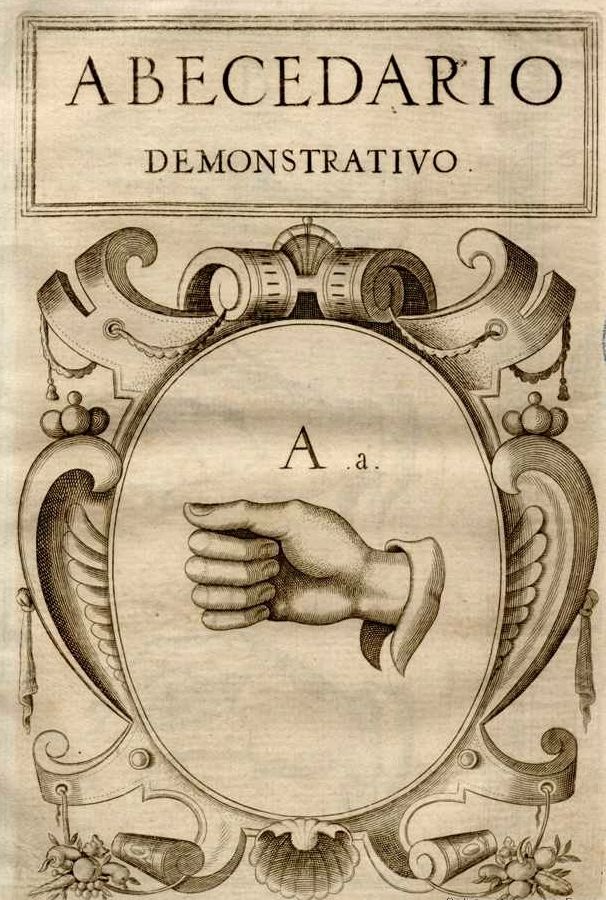
A.
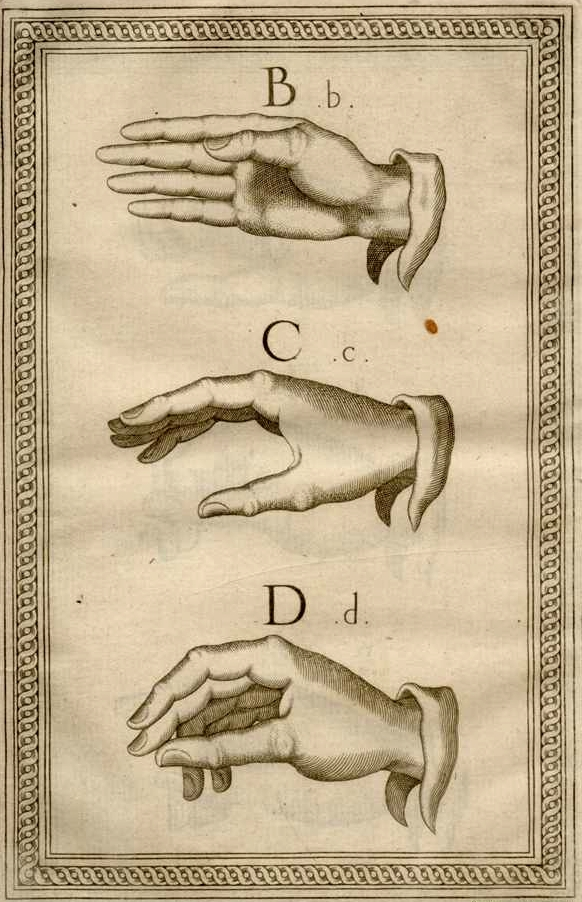
B, C, D.
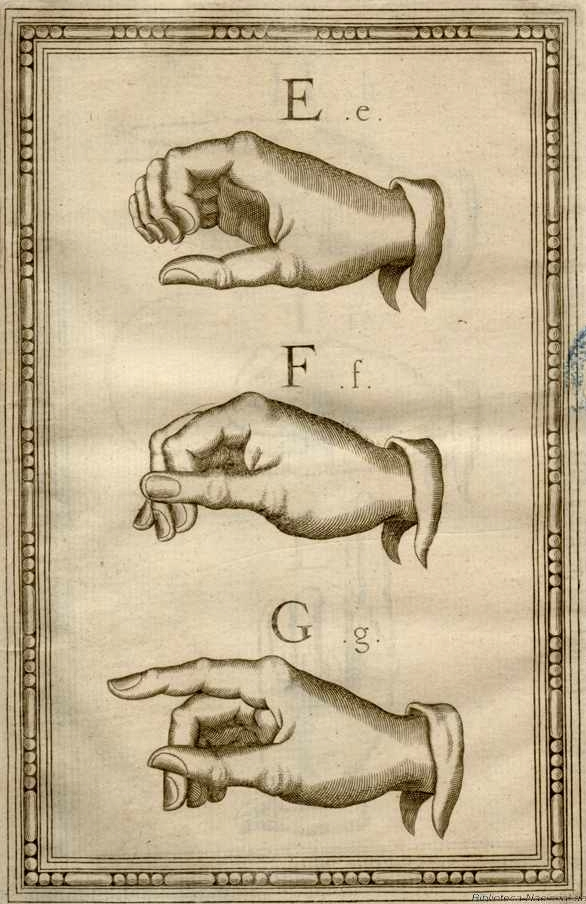
E, F, G.
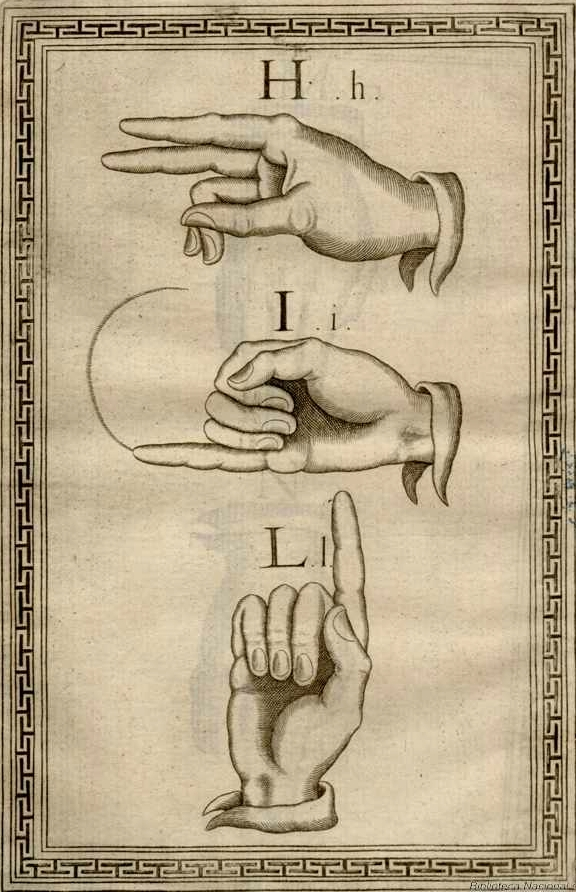
H, I, L.
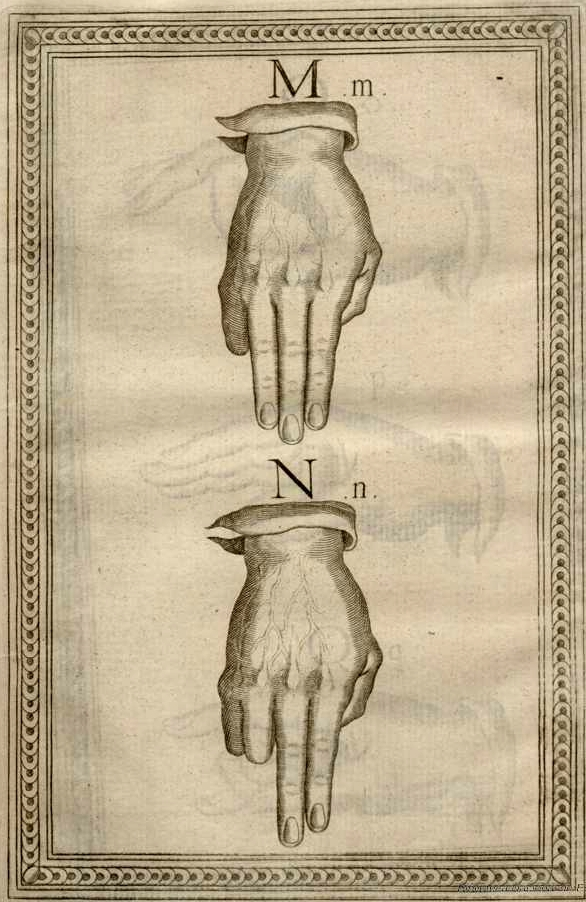
M, N.
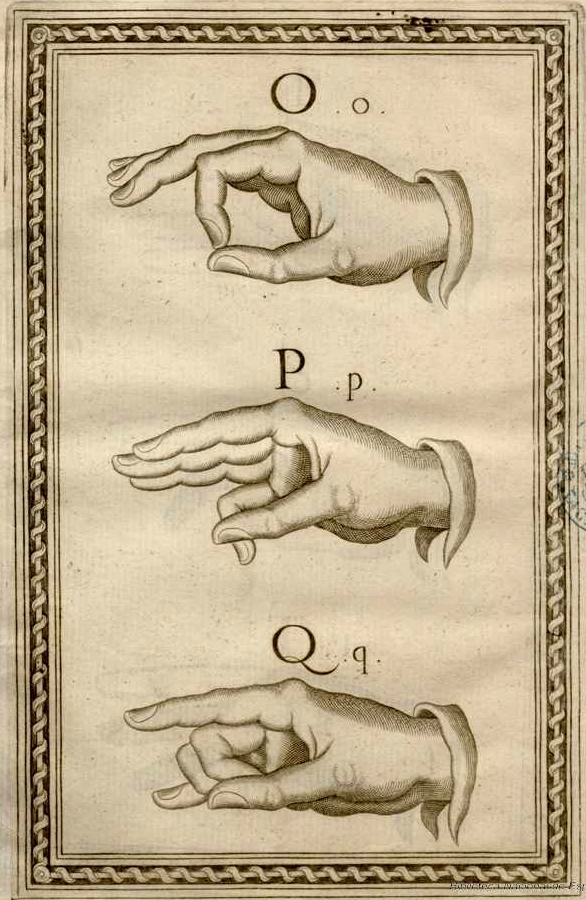
O, P, Q.
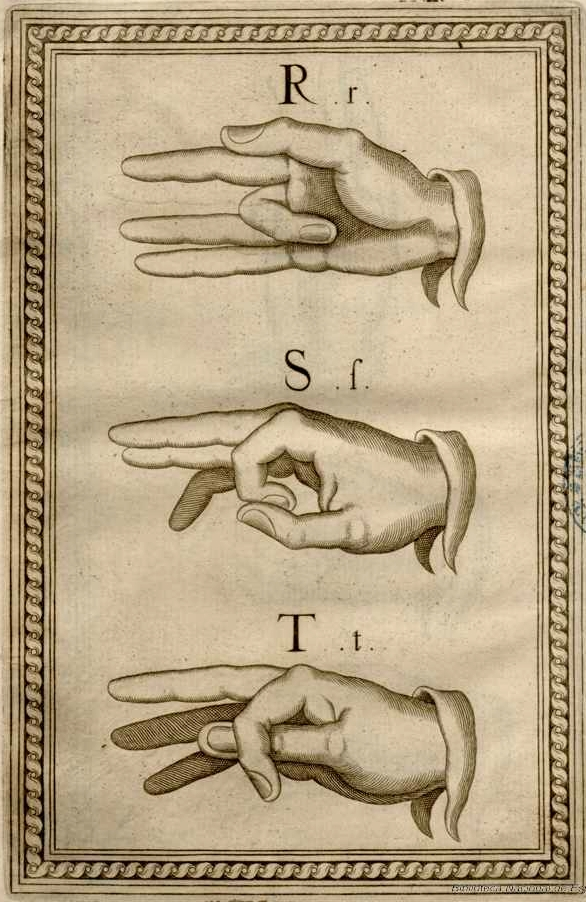
R, S, T.
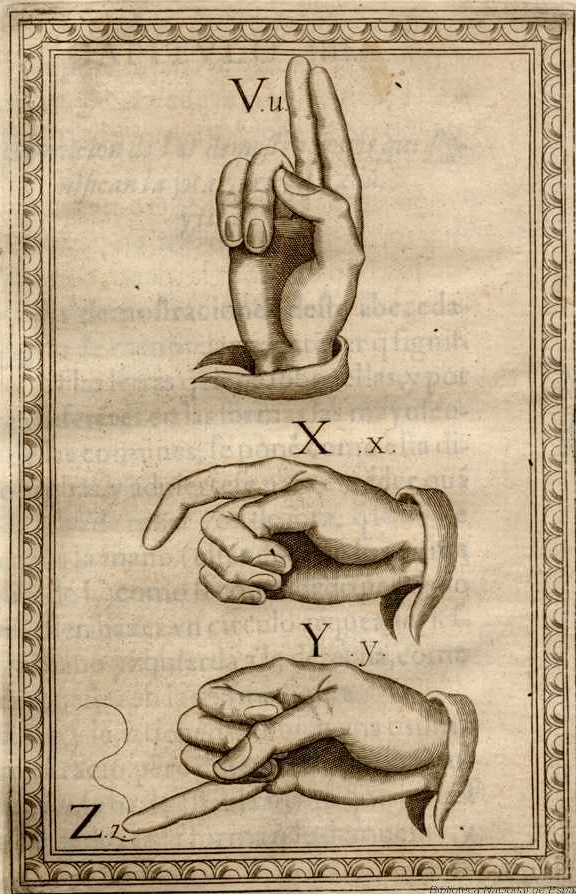
V, X, Y, Z.

## Clasificación de las lenguas de señas
| Familia británica Familia hispano-francesa Familia alemana Familia sueco-finesa | Familia indopakistaní Familia japonesa Familia keniana Familia árabe |

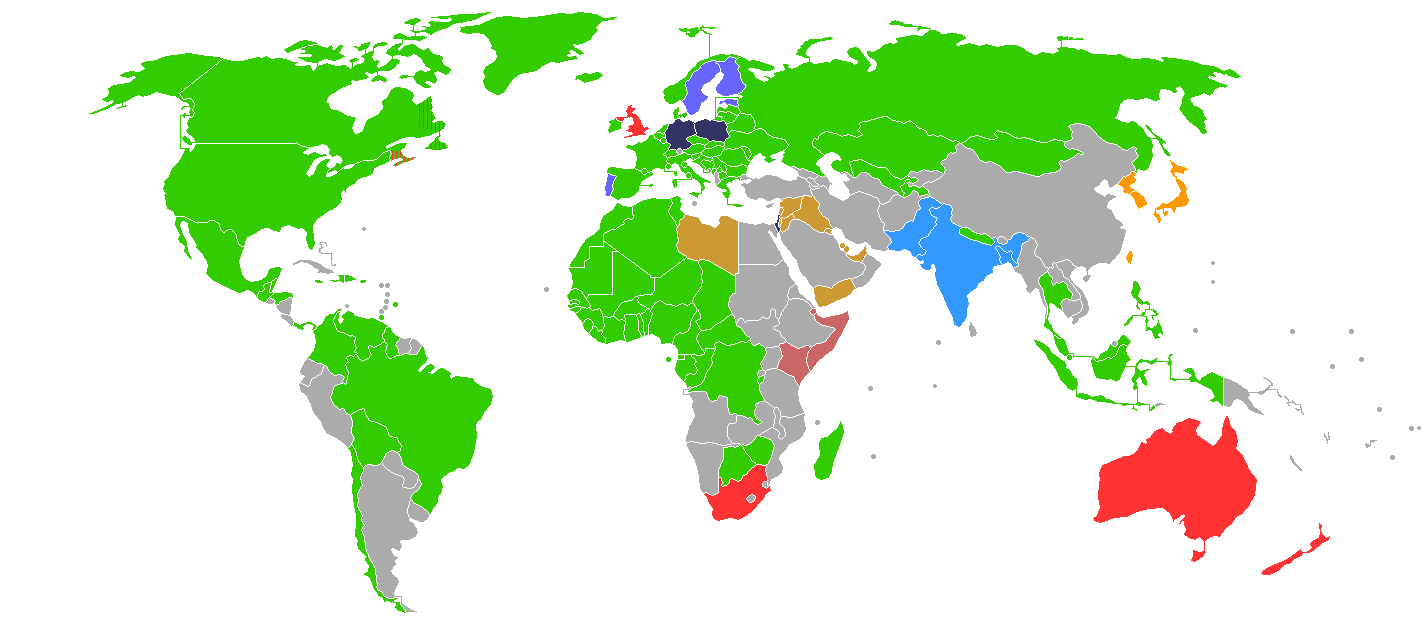
Principales familias de lenguas de señas en el mundo:

Las lenguas de señas modernas, al igual que las lenguas orales, están sujetas al proceso universal de cambio lingüístico, que hace que evolucionen con el tiempo y eventualmente, una misma lengua puede evolucionar en lugares diferentes hacia variedades diferentes. De hecho, muchas de las lenguas modernas de señas pueden ser clasificadas en familias:
- Lenguas originadas en la antigua lengua de señas de Kent, usada durante el siglo XVII, que dio lugar a la lengua de señas usada en Martha's Vineyard (Massachusetts), que influyó de manera importante en la lengua de señas americana (ASL).[14]
- Lenguas originadas en la antigua lengua de señas francesa. Estas lenguas se remontan a las formas estandarizadas de las lenguas de señas usadas en España, Italia y Francia desde el siglo XVIII en la educación de los sordos. En concreto, la antigua lengua de señas francesa se desarrolló en el área de París, gracias a los esfuerzos del abad Charles Michel de l'Épée en su escuela de sordos. En tiempos modernos esta lengua ha dado lugar a otras varias, como la lengua de señas americana (ASL),[15] la lengua de señas mexicana (LSM), la moderna lengua de señas francesa (LSF), la lengua de señas italiana (LIS), la lengua de señas de Irlanda (IRSL) y las lenguas de señas ibéricas (que muestran similitudes con la antigua lengua de señas francesa, pues no en vano los educadores españoles de sordos del siglo XIX se formaron en el Instituto Nacional de Sordomudos de París), derivándose, esta, a dos lenguas diferentes con cierta inteligibilidad mutua: La lengua de señas española (LSE), la lengua de señas catalana (LSC).
- Lenguas originadas en la lengua de señas británica (BSL), que se diversificó durante el siglo XIX dando lugar a la lengua de señas australiana (Auslan), la lengua de señas de Nueva Zelanda (NZSL) y la lengua de señas de Irlanda del Norte (NIRSL).
- Lenguas originadas en la lengua de señas alemana (DGS), se considera que está relacionada con la lengua de señas de la Suiza alemana (DSGS), la lengua de señas austríaca (ÖGS) y probablemente la lengua de señas israelí (ISL).

## Lingüística
El estudio científico de las lenguas de señas, ha revelado que poseen todas las propiedades y complejidades propias de cualquier lengua natural oral. A pesar de la generalizada y errónea concepción de que son "lenguas artificiales". En concreto, se han encontrado los siguientes hechos relativos a las lenguas de señas que proporcionan los lingüistas necesarios para clasificarlas como lenguas naturales:
- Poseen una fonología abstracta, llamada en este caso querología, analizable en términos formales en rasgos de posición, orientación y configuración, en un modo análogo a como son analizados los fonemas de las lenguas orales. Además la realización de cada signo está sujeto al mismo tipo de variedad que los sonidos de las lenguas orales (variación dialectal, asimilación, cambio lingüístico).
- Poseen una sintaxis que obedece los mismos principios generales que las otras lenguas naturales, y tienen algunos mecanismos de formación de palabra productivos que permiten afirmar la existencia de procesos morfológicos.
- La adquisición de una lengua de señas por parte de bebés (sordos u oyentes) sigue un proceso paralelo a la adquisición de una lengua oral por parte de un niño oyente.
- Existen comunidades estables de hablantes, cuya lengua presenta tanto variaciones dialectales, como modismos propios de cada comunidad. Estos están sujeto al mismo tipo de cambio lingüístico universalmente detectado en todas las lenguas naturales (las lenguas artificiales carecen de estas características).
- Las lenguas de señas, al igual que las orales, se organizan por unidades elementales sin significado propio (lexemas).

Históricamente, el primero en analizar las lenguas de señas en términos lingüísticos fue el jesuita español, padre de la Lingüística Comparada, Abate Lorenzo Hervás y Panduro (1735-1809). En su obra, editada en Madrid en 1795, Escuela Española de Sordomudos o Arte para enseñarles a escribir y hablar el idioma español, es decir, dos siglos antes de que William C. Stokoe hiciera lo propio con la Lengua de Señas Estadounidense (ASL).
Algunos países reconocen en su legislación la lengua de señas como lengua nacional (México.  Ley General para la Inclusión de las Persona con Discapacidad. Art. 14, Colombia Ley 324 del 11 de octubre de 1996. Uruguay. Ley N.º 17.378 , 2001.) 
Las lenguas de señas no son simple mímica, ni tampoco una reproducción visual de alguna versión simplificada de ninguna lengua oral. Tienen gramática compleja, creativa y productiva como la de cualquier otra lengua natural.
Una prueba más de la diferencia entre las lenguas orales y las lenguas de señas es el hecho de que estas últimas explotan únicamente los disparos del medio visual. La lengua oral es auditiva y, consecuentemente, lineal. Solo se puede emitir o recibir un sonido a la vez, mientras que la lengua de señas es visual y, por lo tanto, se puede referir un espacio entero al mismo tiempo. En consecuencia, la información puede fluir mediante varios "canales" y expresarse simultáneamente. 
Otra característica que ha significado una diferenciación entre la lengua de señas y las lenguas orales es la dificultad de ser escrita; pues se trata de una lengua tradicionalmente ágrafa, ya que, normalmente, las lenguas de señas no se han escrito. Entre otros motivos ha contribuido, a que la mayoría de las personas sordas lean y escriban en la lengua oral de su país. Pese a esto, ha habido propuestas para desarrollar sistemas de transcripción de las lenguas de señas, provenientes sobre todo del mundo académico, pero la mayoría de ellas, tiene deficiencias para captar todas las características comunicativas que se utilizan en las lenguas de señas (especialmente los elementos no-manuales y posicionales). Sin embargo, existen varios sistemas de representación de las señas mediante signos textuales (glosas, signo-escritura alfabética.) O bien, icónicos (HamNoSys, Sign Writing). Este último sistema -creado por Valerie Sutton alrededor de 1974- permite la escritura de todas las lenguas de señas del mundo de una forma bastante sencilla de aprender, además de ser, quizás, el más completo y flexible, pues ya se utiliza en varios países e idiomas con buenos resultados. Por tal motivo permite describir de forma bastante precisa -aunque no perfecta-, los elementos no manuales y posicionales, dotando a las personas sordas de la posibilidad de acceder a diccionarios, libros, diarios o revistas con sus contenidos expresados en la correspondiente lengua de señas, con lo cual estas reciben la posibilidad de ser lenguas escritas.

### Variación dialectal
De igual manera a como sucede con el lenguaje oral, no hay necesariamente una lengua de señas para cada país, y aún menos es una lengua universal, sino que hay variadas lenguas de señas diferentes en el mundo, ubicadas regionalmente. Existen al menos unas cincuenta lenguas, prácticamente ininteligibles entre sí, y numerosos dialectos, algunos de los cuales coexisten dentro de una misma ciudad. 
Además, existe un Sistema de Señas Internacional (SSI), que se puede considerar como un sistema de comunicación formado por señas propias, consensuadas, procedentes de las diferentes lenguas. Actualmente, está en discusión si se trata de una lengua o un piyin (pidgin), término con el que se le ha vinculado en los últimos años. En rigor, esto no es así, sino que, coincidiendo con un cambio en la dirección de la Federación Mundial de Sordos (WFD-FMS), los nuevos dirigentes pretendieron sustituir el anterior Gestuno. Ambos sistemas son equivalentes al esperanto en la lengua oral, discutidos a la hora de referirnos tanto al Sistema de Señas Internacional, como al  Gestuno, son lenguas que, como el Esperanto, son de creación artificial o convencional, de uso minoritario y desconocido por la mayoría de las personas sordas. El SSI es utilizado por personas que no comparten una lengua de señas común y que necesitan comunicarse sin la intermediación de un intérprete (aunque en conferencias internacionales sí es común el uso de estos intérpretes).

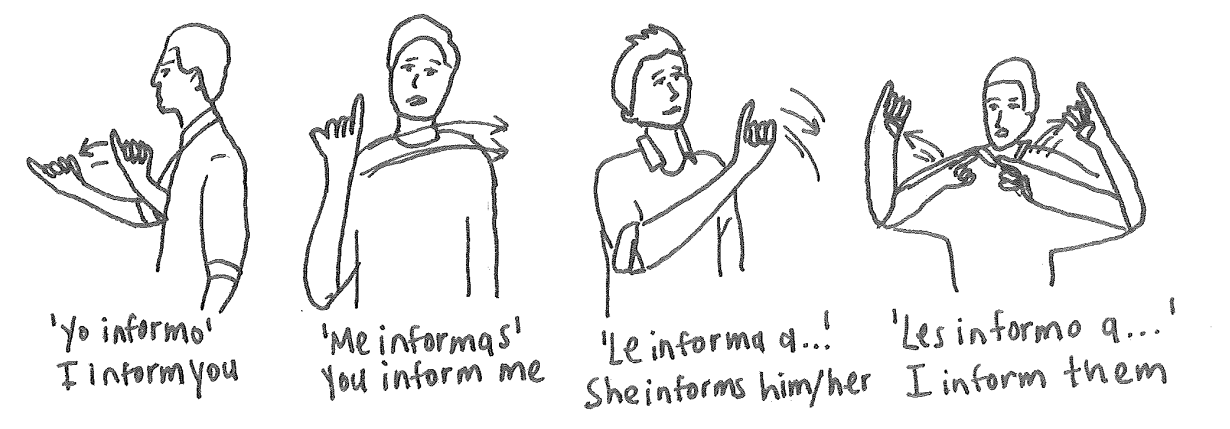
Variaciones del verbo "informar" en Lengua de Señas Cubana (LSC). Las principales diferencias en el verbo se conforman del plano y orientación de la mano.

### Fonología de las lenguas de señas
El conjunto de unidades simbólicas mínimas, o fonemas, de la mayoría de lenguas de señas, puede analizarse en términos de siete parámetros formativos básicos:

Juego de luces simulando la fonología utilizada en una frase de Lengua de Señas Americana (ASL).

- Configuración. Forma que adquiere la mano para realizar un signo
- Orientación de la mano: palma hacia arriba, hacia abajo, hacia el signante.
- Lugar de articulación. Lugar del cuerpo donde se realiza el signo: boca, frente, pecho, hombro.
- Movimiento. Movimiento de las manos al realizar un signo: giratorio, recto, vaivén, quebrado.
- Punto de contacto. Parte de la mano dominante (derecha si eres diestro, izquierda si eres zurdo) que toca otra parte del cuerpo: yemas de los dedos, palma de la mano, dorso de los dedos.
- Plano. Es donde se realiza el signo, según la distancia que lo separa del cuerpo, siendo el Plano 1 en contacto con el cuerpo, y el Plano 4 el lugar más alejado (los brazos estirados hacia delante).
- Componente no manual. Es la información que se transmite a través del cuerpo: Expresión facial, componentes hablados (componentes orales) movimientos del tronco y hombros. (Como ejemplo; al expresar futuro nos inclinamos ligeramente hacia delante, y al expresar pasado, hacia atrás).

Esto es paralelo con los 5 o 6 parámetros generalmente necesarios para analizar la fonología de las lenguas orales, entre los cuales encontramos:
- Mecanismo de corriente, que indica cuál es el mecanismo de generación de la corriente de aire: pulmonar, eyectivo, inyectivo, ...
- Modo de articulación, que divide a los sonidos en oclusivos, fricativos, aproximantes o vocálicos.
- Punto de articulación, según cuales sean las dos partes del tracto vocal que están más cercanas en el momento de la articulación.
- Coarticulación, cuando un sonido presenta varias fases en el modo o en el punto de articulación a lo largo de su articulación.
- Sonoridad.

En el contexto de las lenguas de señas se ha acuñado el término queirología para referirse a la fonología gestual de estas lenguas.

### Sintaxis
Muchas lenguas de señas tienden a ser lenguas analíticas con poca morfología. Esto, sin embargo, puede ser más una consecuencia del origen histórico de las mismas que una característica necesaria o preferente de las lenguas de señas. En la mayoría de lenguas de señas, por ejemplo, los procesos morfológicos son más usados en los procesos de formación de palabras: derivación y composición y son evidentes en la estructura de buena parte del léxico.

## El alfabeto manual
Las personas sordas instruidas (que sepan leer y escribir) de casi todo el mundo usan un grupo de señas para representar las letras del alfabeto con el que se escribe la lengua oral del país. Es esto lo que se denomina alfabeto manual o alfabeto dactilológico. En el caso de los países de habla hispana, donde se usa el alfabeto latino, las personas sordas usan alfabetos con algunas similitudes pero que difieren según la fonética de la lengua oral con la que coexiste, como también del país (algunos países comparten la dactilología, como EE. UU. y Colombia; pero en Argentina la diferencia es muy grande, usándose para algunas letras una mano, en otras ambas manos e incluso en algunas interviene el rostro y el cuerpo). En Inglaterra se usa un alfabeto bimanual. En los países que usan alfabetos distintos al latino (alfabetos hebreo, árabe, amhárico, etc.) existen otras formas de representación entre las personas sordas. Lo mismo se aplica a los países donde se usan sistemas de escritura no alfabéticos (como es el caso de Japón, China, etc.).

## Malentendidos y mitos sobre las lenguas de señas

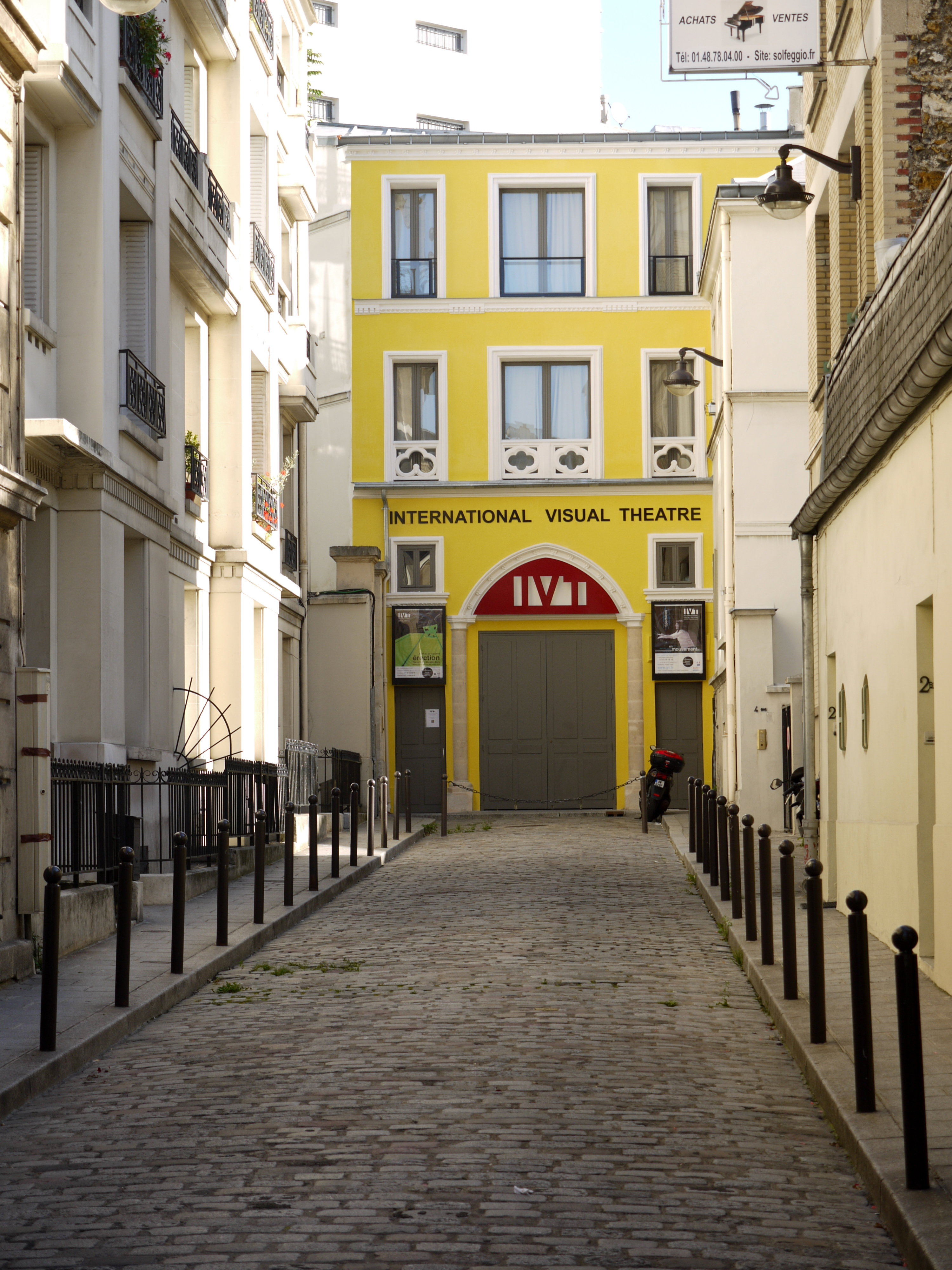
El "International Visual Theatre", lugar de la cultura sorda cuya actividad está dirigida a la transmisión y difusión de la lengua de signos francesa.

El escaso conocimiento de este tipo de lenguas ha conducido a que comúnmente se asuman ciertas ideas preconcebidas sobre ellas, que se han demostrado como erróneas:
- Las lenguas de señas no son auténticamente lenguas, sino códigos mnemotécnicos para designar objetos y conceptos.
  - Falso. Las lenguas de señas son lenguas naturales que tienen estructuras gramaticales perfectamente definidas. De hecho, existen personas, incluso oyentes, cuya lengua materna es una lengua de señas. El proceso de adquisición lingüística estudiado en niños que tienen por lengua materna una lengua de señas, sigue etapas totalmente análogas a la adquisición de las lenguas orales (balbuceo, etapa de una palabra,...). Además, los procesos de analogía morfológica, la elipsis, los cambios "fonológicos" o la asimilación también se dan de idéntica forma en las lenguas de señas.[19]
- La lengua de signos española, la lengua de señas francesa o la lengua de señas británica, son maneras de codificar el español, el francés o el inglés mediante signos gestuales.
  - Falso.  A veces la lengua de señas de ciertos países y la lengua oral más usada en esos mismos países difieren gramaticalmente en muy diversos parámetros, como la posición del núcleo sintáctico o el orden sintáctico de los constituyentes. Algunas versiones de este malentendido, es que las lenguas de señas tienen alguna clase de dependencia de las lenguas orales, por ejemplo, utilizando básicamente un deletreo de las palabras de una lengua oral mediante símbolos gestuales.
- Todas las lenguas de señas son parecidas.
  - Falso. Las lenguas de señas difieren entre sí, tanto en el léxico (conjunto de señas o signos gestuales) como en la gramática, tanto como difieren entre sí las lenguas orales.[20]

En las lenguas de señas se utiliza el alfabeto manual o dactilológico, generalmente para los nombres propios o técnicos, si bien es solo una más de las numerosas herramientas que poseen. Antiguamente, el uso de la dactilología en las lenguas de señas era una evidencia presupuesta de que solo eran una pobre o simplificada versión de las lenguas orales, lo que también es falso. 
En general, las lenguas de señas son independientes de las lenguas orales y siguen su propia línea de desarrollo. Por último, un área que tiene más de una lengua oral puede tener una misma lengua de señas, pese a que haya diferentes lenguas orales. Este es el caso de Canadá, los EE. UU. y México, donde la lengua de señas americana (ASL) convive con las lenguas orales inglesa, española y francesa. Inversamente de igual modo, en una zona donde existe lengua oral que puede servir de lengua franca, pueden convivir varias lenguas de señas, como es el caso de España, donde conviven la Lengua de signos española (LSE), la Lengua de signos catalana (LSC).

### ¿Lenguas de señas o lenguas de signos?
En general, en países de América Latina la denominación utilizada es "señas", al componerse de elementos gestuales y manuales.
En el caso de España, se denomina lengua de "signos".
Sin embargo, al no ser "señas" y "signos" términos estrictamente sinónimos, algunos expertos opinan que la denominación "lengua de signos", mayoritaria en España, es terminológicamente incorrecta, argumentando que, según Saussure, todas las lenguas son en rigor "sistemas de signos". No obstante, al margen de la terminología estrictamente empleada en el campo de la lingüística, ambas palabras son utilizadas en el uso común, dependiendo del país. Por ejemplo, en España es común denominarla "lengua de signos", sobre todo en la legislación relacionada con esta, y se emplean en menor medida otras denominaciones como "lengua de señas", "lengua gestual" o "mímica". Por otro lado, en los países hispanoamericanos es tradicional llamarlas "lenguas de señas".
En la página en español de la ONU sobre la Convención Universal de los Derechos de las Personas con Discapacidad, se la cita hasta siete veces con la mención de "lengua de señas".

## La lengua de señas como segunda lengua
En la actualidad, se establecen intercambios científico-técnicos y culturales entre distintas comunidades lingüísticas, crece cada vez más la necesidad de aprender una segunda lengua; y en particular se redimensiona su valor al tratarse de un idioma viso gestual: La LSC, que utilizan las personas con discapacidad auditiva, constituye su primera lengua y se considera su lengua natural, la que aprenden en su entorno lingüístico sin restricciones. Es necesario que todas las personas involucradas en su educación la dominen para poder interactuar con ellas, y de este modo, contribuir a la formación de su personalidad.
La enseñanza de las segundas lenguas, en su recorrido por el siglo XX, ha ido incrementando su interés por el aprendizaje de la comunicación oral hasta ocupar un lugar preponderante en la actualidad. Sin embargo, ha surgido con gran fuerza en los últimos 30 años el estudio de otras lenguas de carácter minoritario, donde se emplea el canal de comunicación viso gestual, que exige de una didáctica particular. En ambas su valor formativo está dado por sus potencialidades educativas, instructivas y desarrolladoras.